# Saint-Martin-l’Heureux
Saint-Martin-l’Heureux – miejscowość i gmina we Francji, w regionie Grand Est, w departamencie Marna.
Według danych na rok 1990 gminę zamieszkiwało 91 osób, a gęstość zaludnienia wynosiła 7 osób/km².